# 立石町
立石町（たていしまち）は、大分県速見郡にあった町。現在の杵築市の北西端、日豊本線・立石駅の周辺にあたる。本項では発足時の名称である立石村（たていしむら）についても述べる。

## 地理
- 河川 : 向野川、八坂川
- 山岳 : 城山

## 歴史
- 1889年（明治22年）4月1日 - 町村制の施行により、立石村・下村・向野村の区域をもって立石村が発足。
- 1898年（明治31年）10月4日 - 立石村が町制施行して立石町となる。
- 1955年（昭和30年）3月31日 - 山香町・山浦村と合併し、改めて山香町が発足。同日立石町廃止。

## 交通

### 鉄道路線
- 日本国有鉄道（当時）
  - 日豊本線
    - 立石駅

### 道路
- 国道10号